# Adorján Ferenc Kovács
Adorján Ferenc Kovács (* 1958 in Stolzenau) ist ein deutscher Gesichtschirurg und Publizist.

## Leben
Kovács studierte von 1977 bis 1983 Humanmedizin an der Universität Ulm und promovierte 1984 über Atemwiderstandsmessungen an Trachealstenosen. Von 1985 bis 1988 studierte er Zahnmedizin und Philosophie an der Universität Frankfurt am Main, wo er 1992 über die Diagnostik und Behandlung von Kranio- und Kraniofaziostenosen promoviert wurde. 2002 habilitierte er sich in Frankfurt am Main für Mund-, Kiefer- und Gesichtschirurgie mit einer Schrift zur intraarteriellen Chemotherapie bei Mundhöhlen- und Rachenkarzinomen. Die Semmelweis-Universität Budapest nostrifizierte die Habilitation.

## Forschungsschwerpunkte
Im Zentrum seiner medizinischen Arbeiten standen die Implantologie bei Grenzindikationen, die kraniofaziale Radiometrie und die Diagnostik und Therapie von Kopf-Hals-Tumoren. Hier sind vor allem Studien zur regionalen Hochdosischemotherapie im neoadjuvanten Setting, eine neuartige Form der Chemoembolisation, eine obligate Multimodalität der Behandlung jedes Tumorstadiums, eine Maximaltherapie aus vier Modalitäten, eine adjuvante Radiochemotherapie mit dem Taxan Docetaxel, eine adjuvante systemische Chemotherapie und die Anwendung der Sentinel-Lymphknoten-Methode bei Kopf-Hals-Tumoren zu nennen.

## Publizistische Tätigkeit
Kovács bloggt bei der Online-Plattform Die Freie Welt, schreibt Beiträge für Cuncti, Tabula Rasa und ist Autor der Zeitschriften Eigentümlich frei, Novo Argumente, The European und TUMULT. Er ist Gastautor bei der Achse des Guten.
2010 veröffentlichte er den Beitrag Patronage und Geld im Berliner Journal für Soziologie über Qualifikation und Schließung im universitären Bereich. 2012 publizierte er seinen ersten Band mit Artikeln und Essays unter dem Titel Deutsche Befindlichkeiten: Eine Umkreisung. Außerdem hat er Bücher über die Bergsymphonie Liszts und das Werk Sándor Petőfis geschrieben.

## Veröffentlichungen

### Monografien
- Mundhöhlen- und Oropharynxkarzinome. Neue Mittel und Wege der Therapie. Norderstedt 2003, ISBN 978-3-8311-4090-9.
- Regionale Chemotherapie bei Kopf-Hals-Tumoren. Integration in multimodale Therapien. Berlin 2012, ISBN 978-3-8325-3094-5.
- Deutsche Befindlichkeiten. Eine Umkreisung. Essen 2012, ISBN 978-3-89924-337-6.
- „Stets wiederkehrend und verschwindend“. Aufbau und Bedeutung der Bergsymphonie Liszts. Mainz 2013, ISBN 978-3-924522-51-3.
- Der schöne Taumel vor dem Fall. Literatur und Kunst an der Schwelle der Auflösung Europas. Bad Schussenried 2017, ISBN 978-3-87336-596-4.
- Der Islam als die Illusion der Deutschen (Politische Schriften). Bad Schussenried 2017, ISBN 978-3-87336-613-8.
- Die irrationale Linke (Politische Schriften). Bad Schussenried 2017, ISBN 978-3-87336-614-5.
- Die Verwirrung der öffentlichen Vernunft (Politische Schriften). Bad Schussenried 2017, ISBN 978-3-87336-615-2.
- Der Preis des Phoenix: Asche und Auferstehung Europas. Politisches Tagebuch 2016-2019. Bad Schussenried 2020, ISBN 978-3-87336-657-2.
- A próteuszi Petőfi: Kísérletező és anticipáló költészete 1845-1849. Budapest 2022, ISBN 978-615-5758-87-4; 2., erweiterte Auflage Budapest 2023, ISBN 978-615-6439-14-7.
- Sándor Petőfi – „Dichter sein oder nicht sein“. Dichtung und Deutung. Arnshaugk Verlag, Neustadt a. d. Orla 2023, ISBN 978-3-95930-276-0.
- Man hätte es früh besser wissen können. Gegen das Corona-Unrecht 2020-2023 – und gegen das Vergessen. Uhingen 2025, ISBN 978-3-87336-847-7.

### Beiträge in Sammelwerken
- Dauer, Form und Leben. Zur Konzeption und Rezeption von Karlheinz Stockhausens LICHT. In: Gedenkschrift für Stockhausen, Kürten 2008, ISBN 978-3-00-023528-3.
- Margins in head and neck cancers. In: Head and Neck Surgery. New Delhi 2009, ISBN 978-81-8448-679-7; 2. Auflage unter dem Titel Otorhinolaryngology Head and Neck Surgery. New Delhi 2017, ISBN 978-9-35152-461-8.
- Patronage und Geld. In: Berliner Journal für Soziologie. Band 20, Heft 4, S. 499–526, doi:10.1007/s11609-010-0141-9.
- Induction chemotherapy in head and neck cancers. In: Induction Chemotherapy: Integrated Treatment Programs for Locally Advanced Cancers. Berlin 2011, ISBN 978-3-642-18172-6; 2. Auflage unter dem Titel Induction Chemotherapy: Systemic and Locoregional. Berlin 2016, ISBN 978-3-319-28771-3.
- Neu gelesen, neu gesehen, neu gehört. In: Schlagseite – MannFrau kontrovers. Eschborn 2011, ISBN 978-3-88074-031-0.
- Der Padels Kern. In: Qualifikation statt Quote. Norderstedt 2012, ISBN 978-3-8448-1743-0.
- Regionale Chemotherapie bei Kopf-Hals-Tumoren. In: Karl Reinhard Aigner et al. (Hrsg.): Regionale Therapie maligner Tumoren. Berlin 2013, ISBN 978-3-642-35013-9.
- Gender im Kulturbereich und Qualitätsferne Kriterien bei einer Stellenbesetzung in Oxford. In: Harald Schulze-Eisentraut et al. (Hrsg.): Die Quotenfalle. Warum Genderpolitik in die Irre führt. München 2017, ISBN 978-3-95972-015-1.
- Gendermedizin – eine Einordnung. In: Harald Schulze-Eisentraut et al. (Hrsg.): Gender Studies – Wissenschaft oder Ideologie? Baden-Baden 2019, ISBN 978-3-86888-142-4.
- Das Geheimnis. In: Alexander von Bismarck (Hrsg.): Begegnungen zwischen Russen und Deutschen. Eine Anthologie der Verständigung. Arnshaugk Verlag, Neustadt/Orla 2023, ISBN 978-3-95930-272-2
- Ende der meritokratischen Universität. Schließungsmechanismen bei der Besetzung von Lehrstühlen. In: Harald Schulze-Eisentraut et al. (Hrsg.): Das Ende der Universität. Niedergang und mögliche Erneuerung einer europäischen Institution. Baden-Baden 2024, ISBN 978-3-86888-211-7.
- Woke Kultur. Facetten eines verordneten und willig befolgten Zeitgeistes. In: Alexander Ulfig (Hrsg.): Woke Kulturpolitik. Ursprünge, Erscheinungsformen, Auswirkungen. Baden-Baden 2025, ISBN 978-3-86888-221-6.

### Herausgeberschaft
- Iwan Iljin: Über den gewaltsamen Widerstand gegen das Böse. Edition Hagia Sophia, Wachtendonk 2018, ISBN 978-3-96321-005-1.
- Igor Pawlowitsch Smirnow, Johanna Renate Döring-Smirnov: Gesamtkunstwerk „Doktor Shiwago“. Ein Schlüssel zum Verständnis des Romans. Philosophia Eurasia, Wachtendonk 2025, ISBN 978-3-96321-209-3.
- Iwan Iljin: Philosophie der Religion. Die Axiome der religiösen Erfahrung. Philosophia Eurasia, Wachtendonk 2025, ISBN 978-3-96321-200-0.